# Robert John Thornton
Robert John Thornton ( * 1768 - 1837 ) fue un médico escritor botánico inglés, reconocido por "A New Illustration of the Sexual System of Carolus Von Linnæus" (1797-1807) y "The British Flora" de 1812. Era hijo de Bonnell Thornton, y estudió en el Trinity College, Cambridge. Inspirado en las conferencias de Thomas Martyn sobre la botánica y la obra de Linneo, se pasó de la iglesia a la medicina. Trabajó en el Guy's Hospital de Londres, donde más tarde fue docente en botánica médica. Después de pasar algún tiempo en el extranjero, se instaló y practicó en Londres. Robert heredó la fortuna de la familia tras la muerte tanto de su hermano como de la madre de ambos.
La parte más ambiciosa de New Illustration of the Sexual System of Linnæus fue la Parte III: Temple of Flora (1799-1807). Las primeras planchas fueron grabadas por Thomas Medland (1755-1833) en mayo de 1798 de pinturas por Philip Reinagle. Entre 1798 a 1807 produjeron un total de treinta y tres planchas coloreadas, grabadas en aguatinta, punteado y lineados. Cuando planea el proyecto, Thornton había decidido publicar setenta planchas de tamaño folio. La falta de interés por parte del público fue catastrófico, y ni ganando una lotería lo podía salvar de la ruina financiera, ni tampoco una página en el trabajo dedicado a la esposa de Jorge